# Palazzo di Niccolò Caracciolo

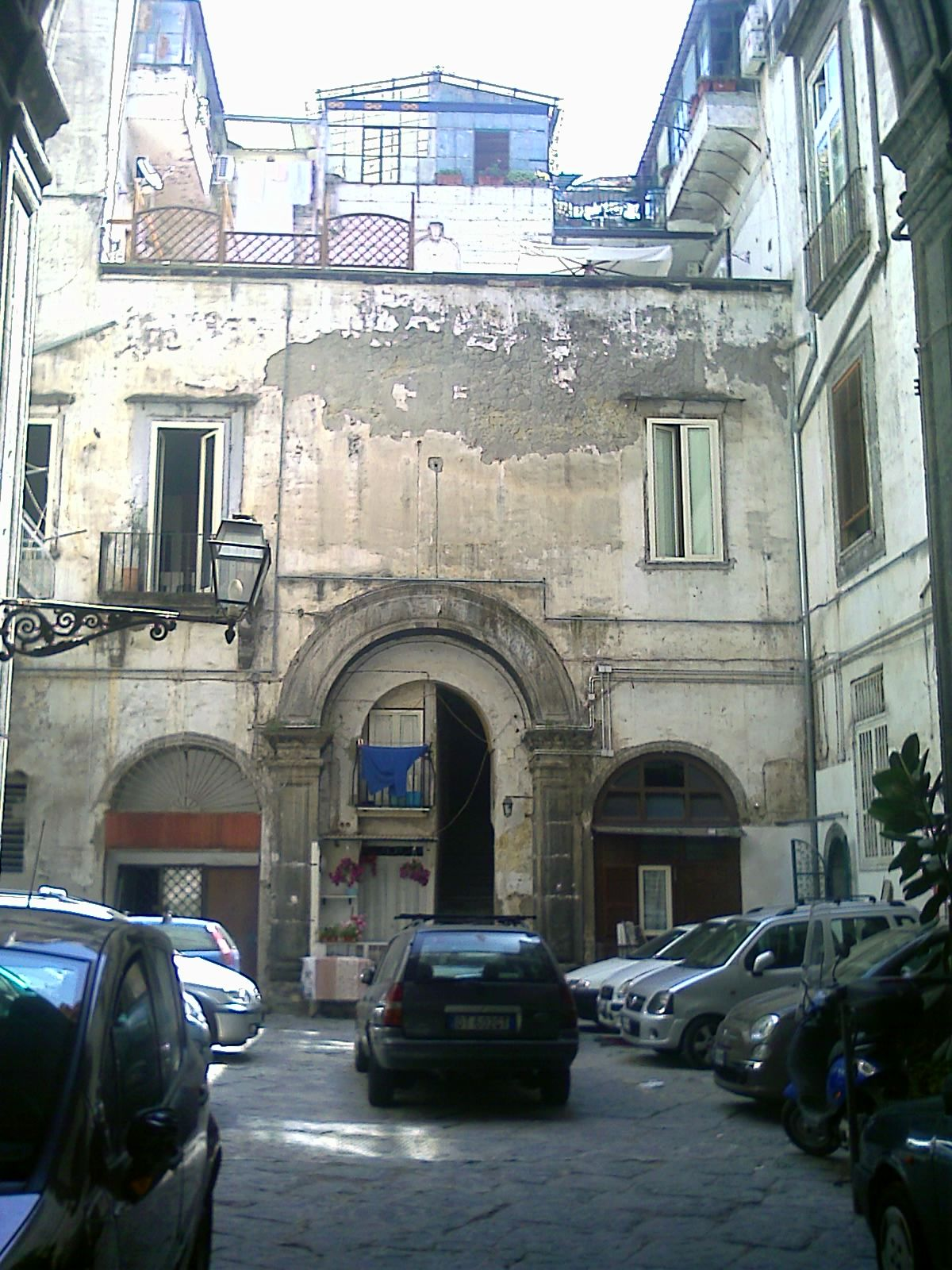
Palazzo di Niccolò Caracciolo in Neapel: Innenhof mit Struktur ähnlich einem venezianischen Fenster

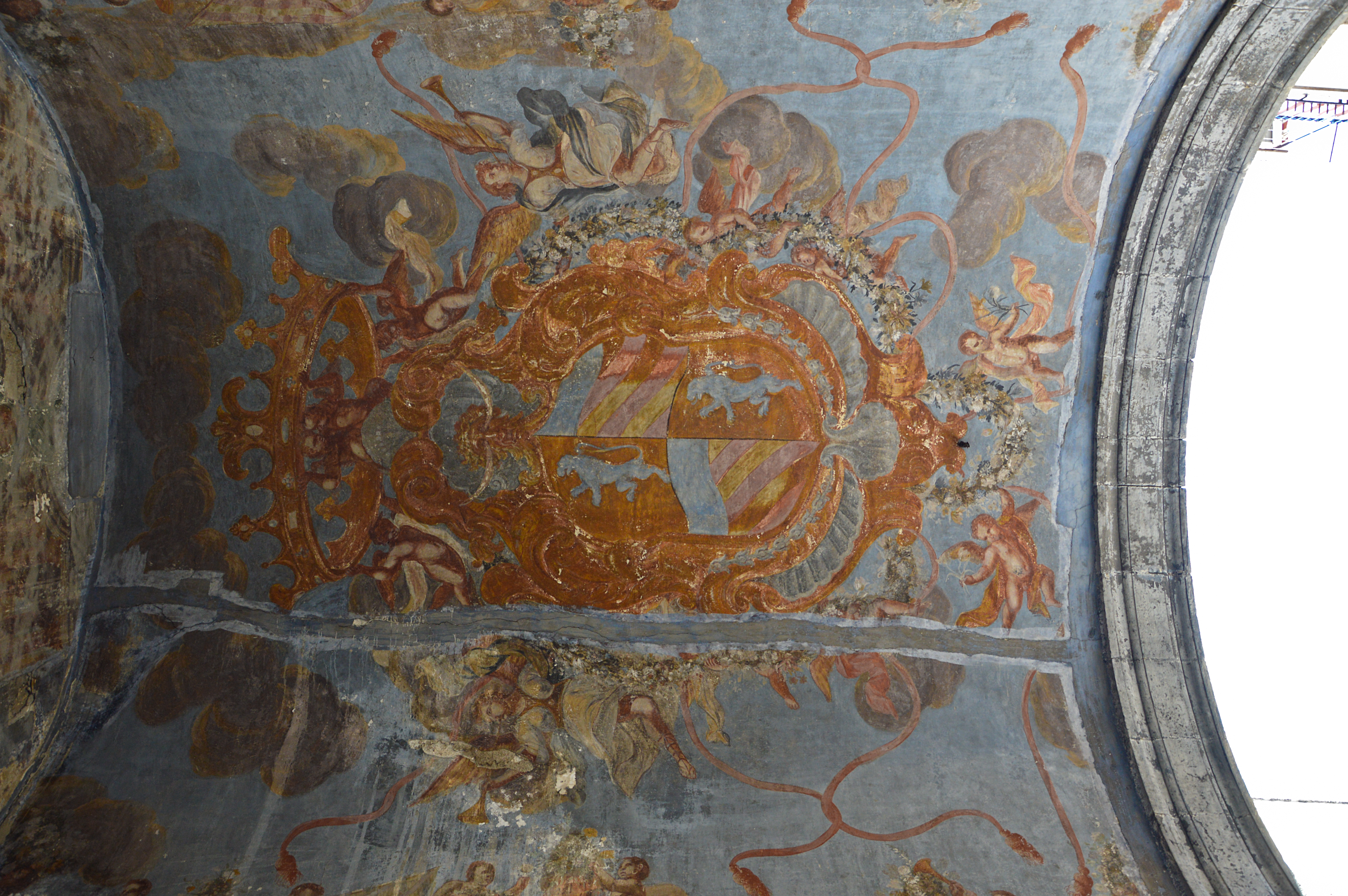
Wappe auf dem Gewölbe mit ergänzenden Motiven

Der Palazzo di Niccolò Caracciolo ist ein Palast aus dem 16. Jahrhundert im Viertel Pendino in Neapel in der italienischen Region Kampanien. Er liegt im Vico Sedil Capuano, 16.

## Geschichte
Der Palast wurde in der zweiten Hälfte des 16. Jahrhunderts im Renaissancestil erbaut. Die Fassade wurde im Laufe der Jahrhunderte umgestaltet, aber die Treppe, die sich mit ihren Verzierungen in Piperno bis zum dritten Obergeschoss erhebt, zeigt weiterhin den Renaissancestil.
Vor dem Haupteingang hatte der Palast einen weiteren Eingang; dieser öffnete sich auf den Vico Santa Maria Verteceli und existiert noch heute, wurde aber nach den Umbauten, die das Anwesen auf die heutige Form reduzierten, vermauert. Das Gebäude hat einen C-Förmigen Grundriss.

## Beschreibung
Der Palast hat ein schönes Portal aus Piperno mit einem gespitzten Schlussstein, der zum Renaissance-Atrium mit Gewölbe führt; auf diesem Gewölbe ist das Familienwappen dargestellt, flankiert von Puttenfiguren, die hinter den Balustraden hervorschauen. Durch das Atrium gelangt man in den Innenhof aus dem 16. Jahrhundert, an dessen Rückwand sich die Reste des Nebeneingangs befinden, der das Motiv des Haupteingangs wieder aufnimmt. Tatsächlich erkennt man am Haupteingang den Triumphbogen, flankiert von Bögen geringerer Breite, verbunden mit dem Hauptpfeiler aus Piperno, sodass sich eine Struktur ähnlich einem venezianischen Fenster ergibt.
Von beiden Bögen aus gelangt man auf die Treppenzüge an den Enden des Blocks. Die Treppe zur Rechten ist nicht nur durch ihre Arkaden, sondern auch seine Decke gekennzeichnet, die sich bei der Demontage als aus zwei nebeneinander liegenden Rechteckgewölben zusammengesetzt zeigte.